# Igor Ozjiganov
Igor Olegovitj Ozjiganov, ryska: Игорь Олегович Ожиганов, född 13 oktober 1992, är en rysk professionell ishockeyback som spelar för Ak Bars Kazan i KHL.
Han har tidigare spelat på NHL-nivå för Toronto Maple Leafs och på lägre nivåer för CSKA Moskva, Amur Chabarovsk och Sibir Novosibirsk i KHL.
Ozjiganov blev aldrig NHL-draftad.

## Statistik
| 2009–2010  | Krasnaja Armija     | MHL        | 63  | 3  | 8  | 11 | 167 | 5  | 0 | 1 | 1  | 4  |
| 2010–2011  | CSKA Moskva         | KHL        | 2   | 0  | 0  | 0  | 0   | —  | — | — | —  | —  |
|            | Krasnaja Armija     | MHL        | 48  | 4  | 14 | 18 | 129 | 16 | 0 | 4 | 4  | 22 |
| 2011–2012  | CSKA Moskva         | KHL        | 7   | 2  | 0  | 2  | 2   | —  | — | — | —  | —  |
|            | Krasnaja Armija     | MHL        | 35  | 9  | 18 | 27 | 48  | —  | — | — | —  | —  |
| 2012–2013  | Amur Chabarovsk     | KHL        | 49  | 3  | 12 | 15 | 32  | —  | — | — | —  | —  |
|            | CSKA Moskva         | KHL        | 4   | 0  | 1  | 1  | 2   | 6  | 1 | 0 | 1  | 0  |
| 2013–2014  | Sibir Novosibirsk   | KHL        | 52  | 1  | 5  | 6  | 34  | 10 | 1 | 2 | 3  | 6  |
| 2014–2015  | Sibir Novosibirsk   | KHL        | 59  | 8  | 13 | 21 | 62  | 16 | 2 | 3 | 5  | 10 |
| 2015–2016  | CSKA Moskva         | KHL        | 50  | 5  | 11 | 16 | 36  | 11 | 3 | 2 | 5  | 2  |
| 2016–2017  | CSKA Moskva         | KHL        | 50  | 8  | 14 | 22 | 61  | 9  | 0 | 1 | 1  | 0  |
| 2017–2018  | CSKA Moskva         | KHL        | 42  | 2  | 7  | 9  | 12  | 5  | 0 | 0 | 0  | 2  |
| 2018–2019  | Toronto Maple Leafs | NHL        | 53  | 3  | 4  | 7  | 14  | —  | — | — | —  | —  |
| 2017–2018  | Ak Bars Kazan       | KHL        | —   | —  | —  | —  | —   | —  | — | — | —  | —  |
| NHL totalt | NHL totalt          | NHL totalt | 53  | 3  | 4  | 7  | 14  | —  | — | — | —  | —  |
| KHL totalt | KHL totalt          | KHL totalt | 315 | 29 | 63 | 92 | 241 | 57 | 7 | 8 | 15 | 20 |
| MHL totalt | MHL totalt          | MHL totalt | 146 | 16 | 40 | 56 | 344 | 21 | 0 | 5 | 5  | 26 |

### Internationellt
| Källa: Uppdaterad: 2018-10-04 | Källa: Uppdaterad: 2018-10-04 | Källa: Uppdaterad: 2018-10-04 |         | Utv = Utvisningsminuter | Utv = Utvisningsminuter | Utv = Utvisningsminuter | Utv = Utvisningsminuter | Utv = Utvisningsminuter |
| År                            | Lag                           | Mästerskap                    | Matcher | Mål                     | Assists                 | Poäng                   | Utv                     |                         |
| ----------------------------- | ----------------------------- | ----------------------------- | ------- | ----------------------- | ----------------------- | ----------------------- | ----------------------- | ----------------------- |
| 2012                          | Ryssland                      | JVM                           | 7       | 1                       | 0                       | 1                       | 4                       |                         |
| Junior totalt                 | Junior totalt                 | Junior totalt                 | 7       | 1                       | 0                       | 1                       | 4                       |                         |